# Lovćen

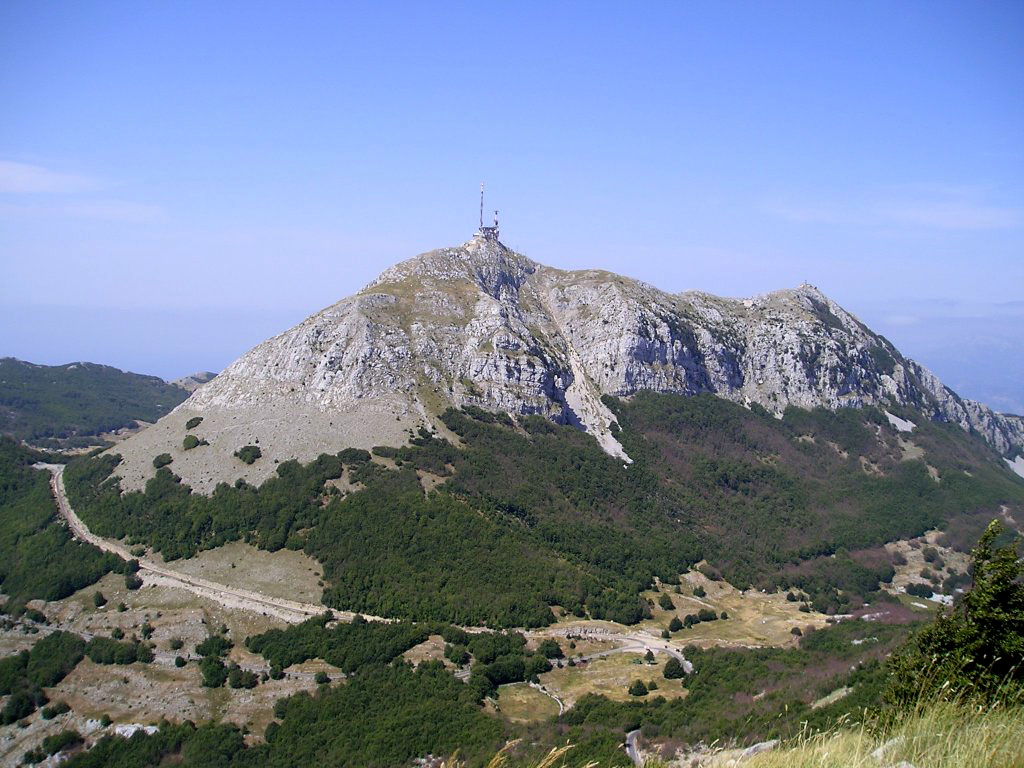
Štirovnik

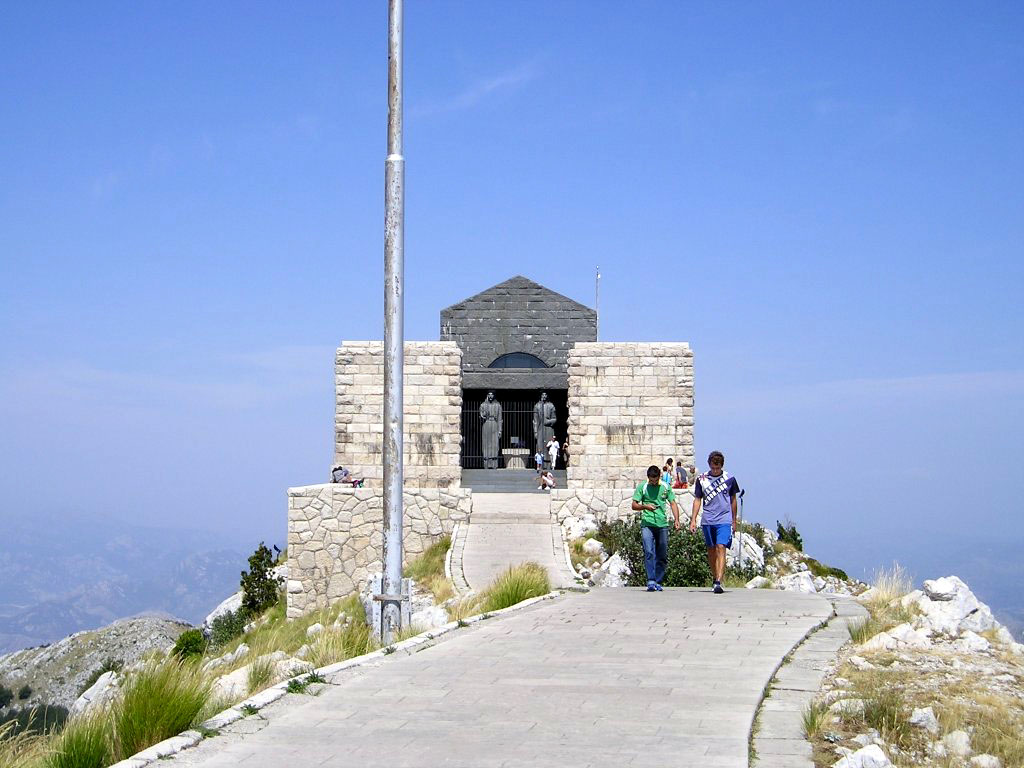
Njegoš-Mausoleum auf der Jezerski Vrh

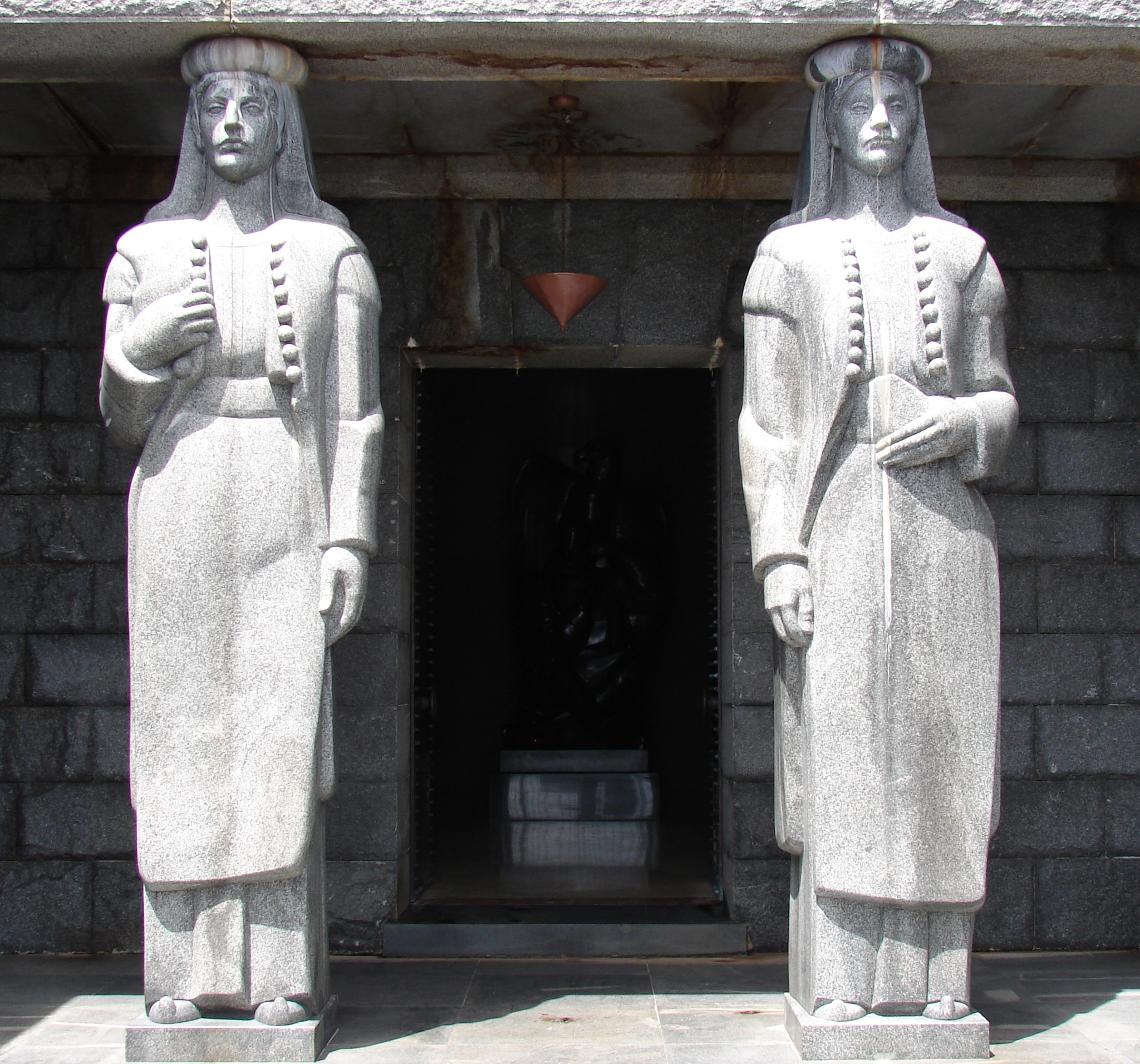
Karyatiden am Eingang zum Njegoš-Mausoleum

Der Lovćen (serbisch-kyrillisch Ловћен) ist ein Hauptgebirge Montenegros. Die höchsten Punkte sind Štirovnik (1749 m) und Jezerski Vrh (1657 m). Der Lovćen liegt südöstlich der Bucht von Kotor. Am Fuß des Gebirgsmassivs befinden sich die Städte Kotor, Budva und Cetinje.
Auf dem Gipfel Jezerski Vrh steht das Njegoš-Mausoleum des kroatischen Bildhauers Ivan Meštrović, das 1970 bis 1974 erbaut wurde. Petar II. Petrović Njegoš ließ auf dem Gipfel 1845 eine Grabkapelle errichten. Erst einige Jahre nach seinem Tod wurde Njegoš 1854 dort beigesetzt. Im Ersten Weltkrieg wurde die Grabkapelle zerstört und 1925 wiederhergestellt. 
In den Jahren vor dem Ersten Weltkrieg wurde das Massiv mit französischer Hilfe zu einer starken Befestigung ausgebaut, die mit ihrer Artillerie den österreich-ungarischen Kriegshafen von Kotor beherrschte. In der Zeit vom 8. bis zum 11. Januar 1916 wurde der Berg im Zuge des Feldzugs gegen Montenegro von der Armee Österreich-Ungarns erobert. 
Ein Teil des Karstgebirges ist Nationalpark (64 km²) und beherbergt seltene Pflanzen und Tierarten.
2014 und 2015 war der Lovćen Checkpoint des Transcontinental Race.